# Peter Ackroyd
Peter Ackroyd (Londres, 1949) é um biógrafo, romancista e crítico inglês com um interesse particular pela história e cultura de Londres. Por seus romances sobre a história e cultura inglesas e suas biografias de, entre outros, William Blake, Charles Dickens, T.S. Eliot, Charles Chaplin e Sir Thomas More, ele ganhou o prêmio Somerset Maugham e dois prêmios Whitbread. Ele é conhecido pelo volume de trabalho que produziu, a variedade de estilos nele contidos, sua habilidade em assumir vozes diferentes e a profundidade de sua pesquisa.
Ele foi eleito membro da Royal Society of Literature em 1984 e nomeado Comandante da Ordem do Império Britânico em 2003.

## Lista de trabalhos

### Poesia
- 1971 Ouch!
- 1973 London Lickpenny
- 1978 Country Life
- 1987 The Diversions of Purley and Other Poems

### Ficção
- 1982 The Great Fire of London
- 1983 The Last Testament of Oscar Wilde
- 1985 Hawksmoor
- 1987 Chatterton
- 1989 First Light
- 1992 English Music
- 1993 The House of Doctor Dee
- 1994 Dan Leno and the Limehouse Golem (também publicado como The Trial of Elizabeth Cree)
- 1996 Milton in America
- 1999 The Plato Papers
- 2000 The Mystery of Charles Dickens
- 2003 The Clerkenwell Tales
- 2004 The Lambs of London
- 2006 The Fall of Troy
- 2008 The Casebook of Victor Frankenstein
- 2009 The Canterbury Tales – A Retelling
- 2010 The Death of King Arthur: The Immortal Legend – A Retelling
- 2013 Three Brothers
- 2020 Mr Cadmus

### Não ficção
- 1976 Notes for a New Culture: An Essay on Modernism
- 1979 Dressing Up: Transvestism and Drag, the History of an Obsession
- 1980 Ezra Pound and His World
- 1984 T. S. Eliot
- 1987 Dickens' London: An Imaginative Vision
- 1989 Ezra Pound and his World (1989)
- 1990 Dickens
- 1991 Introduction to Dickens
- 1995 Blake
- 1998 The Life of Thomas More
- 2000 London: The Biography
- 2001 The Collection: Journalism, Reviews, Essays, Short Stories, Lectures
- 2002 Dickens: Public Life and Private Passion
- 2002 Albion: The Origins of the English Imagination
- 2003 The Beginning
- 2003 Illustrated London
- 2004 Escape From Earth
- 2004 Ancient Egypt
- 2004 Chaucer (Penguin Classics' "Brief Lives" series)
- 2005 Shakespeare: The Biography
- 2005 Ancient Greece
- 2005 Ancient Rome
- 2005 Turner Brief Lives
- 2007 Thames: sacred river
- 2008 Coffee with Dickens (with Paul Schlicke)
- 2008 Newton (Penguin Classics' "Brief Lives" series)
- 2008 Poe: A Life Cut Short
- 2009 Venice: Pure City
- 2010 The English Ghost
- 2011 London Under
- 2011 The History of England, v.1 Foundation
- 2012 Wilkie Collins (Penguin Classics' "Brief Lives" series)
- 2012 The History of England, v.2 Tudors
- 2014 The History of England, v.3 Civil War (also available as Rebellion: The History of England from James I to the Glorious Revolution)
- 2014 Charlie Chaplin
- 2015 Alfred Hitchcock
- 2016 The History of England, v.4 Revolution
- 2017 Queer City
- 2018 The History of England, v.5 Dominion
- 2021 The History of England, v.6 Innovation

### Televisão
- 2002 Dickens (BBC)
- 2004 London (BBC)
- 2006 The Romantics (BBC)
- 2007 London Visions (BBC)
- 2008 Peter Ackroyd's Thames (ITV)
- 2009 Peter Ackroyd's Venice (BBC)